# Tephrosia bracteolata
Tephrosia bracteolata är en ärtväxtart som beskrevs av Jean Baptiste Antoine Guillemin och Perr.. Tephrosia bracteolata ingår i släktet Tephrosia och familjen ärtväxter.

## Underarter
Arten delas in i följande underarter:
- T. b. bracteolata
- T. b. strigulosa